# Pelidnota punctata
Pelidnota punctata is een keversoort uit de familie bladsprietkevers (Scarabaeidae). De wetenschappelijke naam van de soort werd in 1758 als Scarabaeus punctatus gepubliceerd door Carl Linnaeus.